# Christopher Yancy Thomas

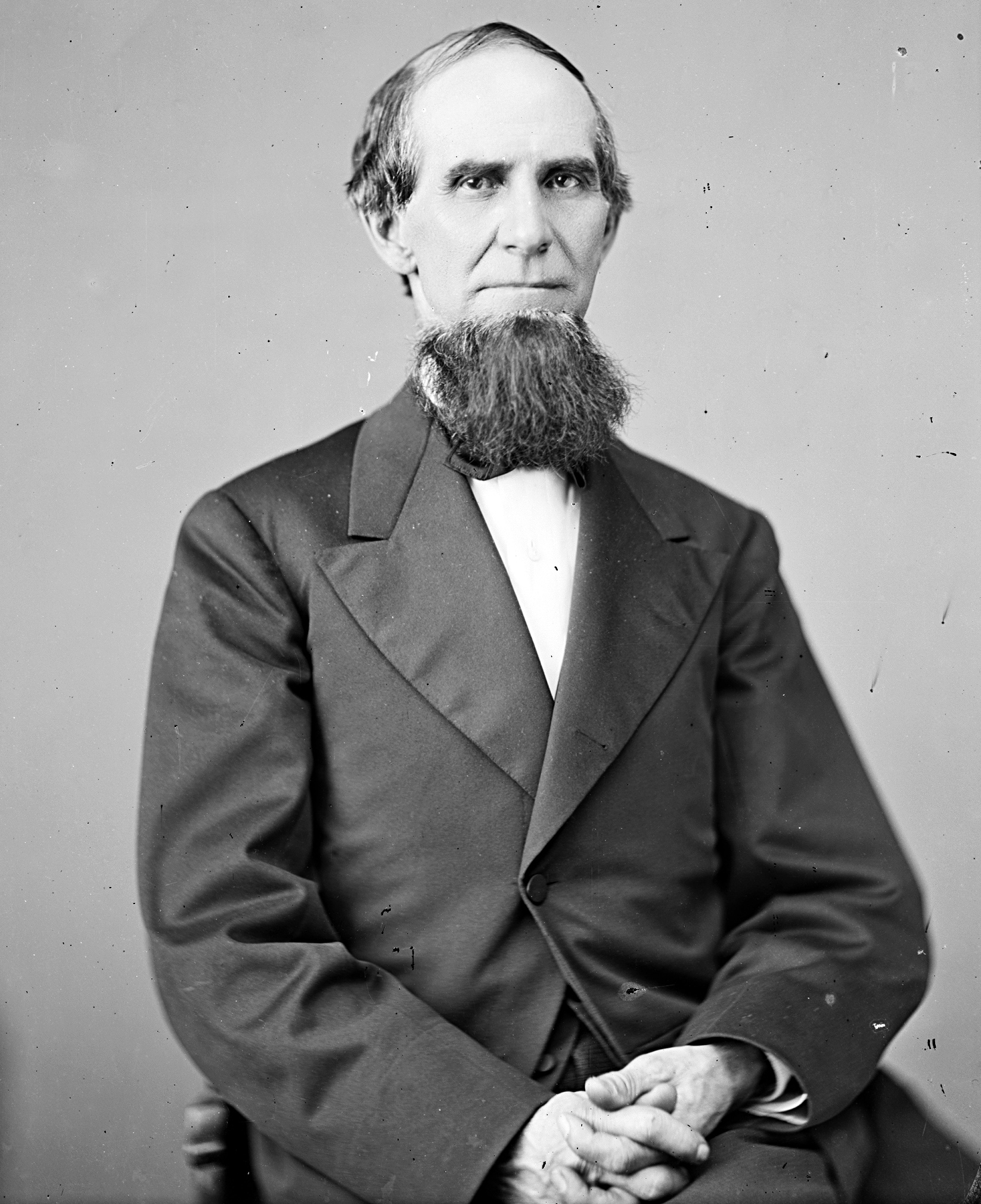
Christopher Yancy Thomas

Christopher Yancy Thomas (* 24. März 1818 im Pittsylvania County, Virginia; † 11. Februar 1879 in Martinsville, Virginia) war ein US-amerikanischer Politiker. In den Jahren 1874 und 1875 vertrat er den Bundesstaat Virginia im US-Repräsentantenhaus.

## Werdegang
Christopher Thomas besuchte die öffentlichen Schulen seiner Heimat und dann bis 1838 eine Privatschule. Nach einem anschließenden Jurastudium und seiner 1844 erfolgten Zulassung als Rechtsanwalt begann er in Martinsville in diesem Beruf zu arbeiten. Später schlug er auch eine politische Laufbahn ein. Zwischen 1860 und 1864 saß er im Senat von Virginia. Später war Thomas Mitglied der Kommission, die die Grenze zwischen den Staaten Virginia und North Carolina genau festlegte. Er fungierte auch als Kämmerer und Staatsanwalt im Henry County.
Thomas wurde Mitglied der Republikanischen Partei. Im Jahr 1868 war er Delegierter auf einer Versammlung zur Überarbeitung der Verfassung von Virginia. 1869 wurde er in das Abgeordnetenhaus von Virginia gewählt. Bei den Kongresswahlen des Jahres 1872 verlor Thomas gegen Alexander Davis. Er legte aber gegen den Ausgang der Wahl Widerspruch ein. Als diesem stattgegeben wurde, konnte er am 5. März 1874 das Mandat im Kongress von Davis übernehmen und bis zum 3. März 1875 die laufende Legislaturperiode beenden. Im Jahr 1874 wurde er nicht wiedergewählt.
Nach dem Ende seiner Zeit im US-Repräsentantenhaus praktizierte Christopher Thomas wieder als Anwalt. Er starb am 11. Februar 1879 in Martinsville.